# Glacera Roseg
La glacera Roseg (en romanxç Vadret da Roseg o Glatscher da Rosetsch, alemany Roseggletscher) és una glacera inclinada a l'Engiadina, als Alps dels Grisons, a Suïssa. La seva longitud és de 4,9 km, l'amplada és superior a 4 km i inferior a 1 km i cobreix una superfície de 8,52 km².

## Descripció
El seu origen és a una altitud de 3500 m sobre el nivell del mar a la carena rocosa entre Piz Glüschaint i el Dschimels (italià:Gemelli), que fa frontera entre Itàlia i Suïssa. Es troba a la regió d'avets connectada amb la glacera del Sella (romanx Vadret da Sella, alemany Sellagletscher), que comença per sota del costerut costat oest del Piz Roseg a Fuorcla da la Sella a una altitud de 3.265 m. Les dues glaceres flueixen cap al nord fins a la vall de Roseg. La llengua de la glacera desemboca al llac Lej da Vadret (que en romanx significa llac de la glacera) a una altitud de 2.160 m. És l'anomenat abeurador de la llengua amb una longitud d'1,5 km i una amplada de 300 m, que es va originar a mitjans del segle xx. La seva sortida és el riu glaciar Ova da Roseg, que desemboca a Flaz, afluent de l'Inn.

## Història
Durant la culminació de la Petita Edat de Gel a mitjans del segle xix i fins a l'any 1934, Roseg va estar connectada amb la glacera Tschierva i acabava a prop de l'actual Hotel Roseg. Després d'una forta retirada de les dues glaceres es va formar una barrera natural i es va crear el llac Lej da Vadret. Les fortes pluges a l'estiu de 1954, van erosionar una part del llac i van causar grans danys a l'Engiadina.
Durant el fort desglaç dels anys noranta, la connexió entre la conca de nutrients i la llengua de la glacera gairebé es va trencar, cosa que va reduir considerablement el flux de la llengua. Per tant, s'espera d'aquí a uns anys un complet desglaç de la llengua, que aviat es convertirà en gel tocat de mort.

## Turisme
Al vessant oest de la glacera Roseg i a una altitud de 2610 m es troba la cabana Coaz del Swiss Mountaineering Club (SAC). La cabana és l'inici d'excursions a les glaceres i d'escalada a la regió de les glaceres del Roseg.